# 4-Bromresorcin
4-Bromresorcin ist eine chemische Verbindung, die zur Stoffgruppe der Phenole gehört. Es ist neben dem 2-Bromresorcin und dem 5-Bromresorcin eines der drei stellungsisomeren Monobromderivate des Resorcins (1,3-Dihydroxybenzol).

## Darstellung
4-Bromresorcin kann aus 2,4-Dihydroxybenzoesäure über 5-Brom-2,4-dihydroxybenzoesäure als Zwischenstufe hergestellt werden. Die 2,4-Dihydroxybenzoesäure ist aus Resorcin durch Kolbe-Schmitt-Reaktion mit Kaliumhydrogencarbonat zugänglich.
Ein anderer Syntheseweg geht vom Resorcin über das 4,6-Dibromresorcin, von dem ein Bromatom mit Natriumsulfat / Natriumhydroxid wieder entfernt wird.

## Reaktionen
Die Einführung einer Acetylgruppe liefert 1-(5-Brom-2,4-dihydroxyphenyl)-ethanon (CAS-Nummer: 60965-25-5) und kann entweder durch eine Nencki-Reaktion mit Zinkchlorid oder durch Fries-Umlagerung des Diacetats mit Aluminiumchlorid durchgeführt werden.
4-Bromresorcin ist ein Synthesebaustein zur Darstellung von 6-Brom-substituierten Cumarinen – z. B. entsteht durch eine Kondensationsreaktion mit Acetessigester 6-Brom-7-Hydroxy-4-Methylcumarin.
Ebenso entsteht durch Reaktion mit Äpfelsäure 6-Brom-7-Hydroxycumarin.